# 雷雨

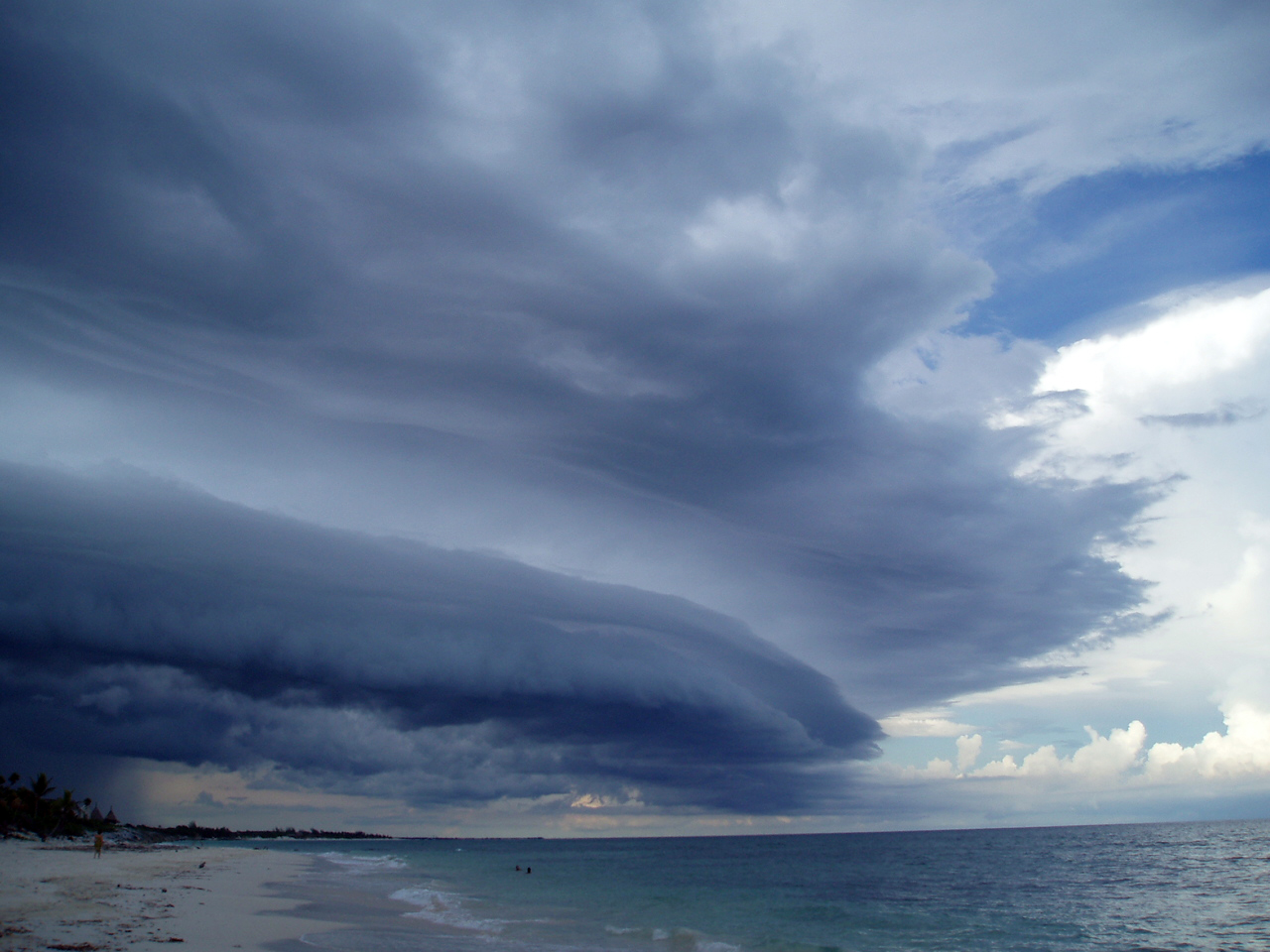
雷雲

雷雨（らいう、英: thunderstorm）は雷を伴った雨のことで、発達した積乱雲のもとで起こり、竜巻などの激しい突風や雹も伴うことがある。

## 雷雨の要因
雷雲となる積乱雲は高さ10 - 15キロメートル(km)に達し、強い上昇気流に持ち上げられて雨粒や氷晶が大きく成長し、大粒の雨となって降るほか、時には大きく成長した氷の粒が雹（ひょう）となって高速で落下する。また雨粒や氷晶は雲中の激しい気流の中でぶつかり合い電荷を帯び、落雷に至る。消滅期の積乱雲は降雨の作用で冷たい下降気流があり、時に強まった下降気流が突風をもたらす。

### 気団性雷雨
雷雨の発生は日本では夏に最も多く、夏の季語にもなっている。夏期の日本は太平洋高気圧（小笠原高気圧）の勢力圏で晴れ、大気が不安定な場合は昼から所々に積乱雲が発達して雷雨、それが夕方頃最も激しくなる、いわゆる夕立となるのが典型的。夕立は雷雨の要因分類では熱雷や熱界雷にあたる。なお夕立のように、大気の不安定により局地的に発達する対流・積乱雲による雨を不安定性降水、対流性降雨、気団性雷雨と呼ぶ。ただし、熱雷（気団性雷雨）は夏に多いものの、冬を含めてどの季節にも起こりうる。
雷雲は上昇流と下降流を対とするひと塊の対流構造を持つ雷雨セル（thunderstorm cell、降水セル）であり、発生・発達・消滅の3つの成長ステージを1サイクルとする（cf.積乱雲#積乱雲の一生）。1サイクルは約30分 - 1時間、水平方向の大きさは約5 kmから数十 km。また熱雷では時速約20 - 40キロメートル(km/h)、渦雷では50 km/h超で移動していく。ただし、多くの場合いくつかの積乱雲がある程度群れており、雷雨域が何度か途切れ途切れ掛かって、長い場合は数時間断続的に雨となる。
なお、降雨がたとえ数十分であっても、時間当たり雨量が多い短時間強雨（局地的大雨）となり、災害が発生することがある。
夏の昼間は陸地が加熱されて地表に近い対流圏下層の気温が上昇する。加えて加熱によって陸域に熱的低気圧が形成、海洋が近い日本の事例では偏差2ヘクトパスカル(hPa)程度だが、これにより海風が陸域に入り込んで下層の水蒸気量が増大する。下層の昇温と加湿による不安定度の増大が、夕方を中心とする午後の時間帯に活発な雷雨が起こる原因。

### 巨大雷雨
積乱雲群（マルチセル）が組織化すると、上昇流域や下降流域が持続して成長ステージの異なるセルが規則的に並び、積乱雲が次々に発生して世代交代を繰り返し、数時間以上続く。風向などによっては雷雲がかかり続けて強雨が数時間も連続して集中豪雨になる。組織化は特に、鉛直シアが大きい（風向・風速の高度差が大きい）天気状況の下で起こりやすい。
梅雨前線帯や台風による降雨は同じ風向が長時間続き、雨域が同じ地域に掛かりやすい。山地の風上側は、山地による上昇気流が積乱雲の発生を促して雨域が固定されるため、大雨となりやすい（cf.集中豪雨#地形性豪雨）。その地方の数か月分の雨量に匹敵する雨量が観測されることもある。
雷雲が組織化せずとも、1つの雷雨セルの中で上昇流域や下降流域が分離持続して数時間以上続くスーパーセルがある。高い鉛直渦度や対流圏中層の乾燥などが、スーパーセルが発生しやすい天気状況である。スーパーセル型雷雨は竜巻を伴いやすく、その他の突風や雷、大きな雹もみられる。

## 熱帯と中緯度、海洋と大陸の雷雨
活発な積雲対流が起こる熱帯収束帯（ITCZ）に入る期間に応じて、熱帯雨林地域では激しい雨が一年を通して見られ、世界的に最も高い頻度で雷を伴う。熱帯サバナの地域では雨季（モンスーン期）に同じような雷雨が見られる。赤道付近の熱帯地域で年間を通して日常的に起こる雷雨はスコールと呼ばれる。
暖かい海洋性の積雲は、凝結核が少なく過飽和度が高い大気のもと、高い雲でも主に下層で雨粒が急速に成長する。そして特に貿易風帯では、上空に逆転層が発達するため雲の発達が抑えられ、高度2 - 3 km程度までしか雲が発達しない例が少なくない。背の低い積乱雲中では霰の形成が活発ではないことから、赤道付近の海洋上は、降雨強度は強いものの、雷の頻度は陸上よりも低い。
海洋より水蒸気が少ない大陸性の積雲は、主に冷たい雨（氷の状態を経る雨）のプロセスで氷晶が雲の上部まで上昇、霰がよく成長し、融けた大粒の雨、あるいは融けなかったものが霰（あられ）や雹（ひょう）として降る。海洋性と違い、上空高くまで発達してこそ強い雨を降らせる。雹は日本では春頃から初夏に最も多い。春雷という言葉があるように、春は寒冷前線の通過に伴う界雷に雹を伴う。
世界的にも中緯度の大陸東側では、対流圏下層への暖湿気移流と中層への寒気移流により大気が不安定となる例があり、雷雨の頻度は熱帯やサバナに次いで高い。
他方、気団の状況によって下層が海洋性、上層が大陸性となる場合があり、このときは下層で急速な雨粒発達、上層で霰の発達という2つのプロセスが同時に進行して激しい雨となる。

## 雷雨の指数
以下に挙げるような指数の値を複数総合的に見て、積乱雲、雷、大雨などの発生しやすさ（ポテンシャル）や強度を判断する。
500m高度から自由対流高度までの距離 (dLFC)
対流が自己成長できるようになるまでに外力が持ち上げる必要がある高さで、山地では1 km以下、平野部では500 m以下の短さで対流が発生しやすい。地形により前後する。
平衡高度 (EL, LNB)
ELの有無が「あり」なら条件付不安定を示す。ELの高さが積乱雲（雲頂）の発達高度、強度の目安で、高ければ高いほどポテンシャルが大きい。気温減率に規定され、日本付近では概ね3000 m未満では積乱雲が発達しにくい。ELが−10 ℃高度より低ければ発雷は起こらず、−10 ℃高度より高ければ発雷が起こりうる。−20 ℃高度より高ければ活発な発雷の目安。季節により目安が変動する。一例として日本の夏期の−10 ℃高度は6 - 7km。
対流有効位置エネルギー (CAPE)
積乱雲の上昇において働く浮力で、不安定度の目安。参考として、0以下で安定、0から1000でやや不安定、1000から2500で中程度の不安定、2500から3500で非常に不安定、3500以上で極度に不安定。
K指数
850 hPaから500 hPaの気温減率 + 850 hPa露点温度 - 700 hPa湿数。雷雨の可能性を示す目安。15以下は雷雨なし、15 - 20で20%、21 - 25で20 - 40%、26 - 30で40 - 60%、31 - 35で60 - 80%、36 - 40で80 - 90%、40以上でほぼ100%。
ショワルター安定指数 (SSI)
500 hPa気温から、850 hPaの空気塊を500 hPaまで持ち上げた時の温度を差し引いた値。0以上は安定、0から−3はやや不安定（雷雨の可能性あり）、−3から−6は中程度の不安定（激しい雷雨の可能性あり）、−6から−9は非常に不安定、−9以下は極度に不安定。
リフティド指数 (LI)
500 hPa気温から、地上から500 mまでの平均の空気塊を500 hPaまで持ち上げた時の温度を差し引いた値。安定度の目安で、0以上で安定、0から−3でやや不安定、−3から−6で中程度の不安定、−6から−9で非常に不安定、−9未満で極端に不安定。
トータルトータルズ指数 (TTI)
850 hPaから500 hPaの気温減率 + (下層湿潤度を示す850 hPa露点温度 - 500 hPa気温)。雷雨の密度の目安で、44以上で孤立した弱い雷雨の可能性、50以上で散発的で激しい雷雨の可能性、60以上で広域で並程度の雷雨や散発的で激しい雷雨の可能性など。
相当温位の高度差 (Δ{\displaystyle \theta _{e}})
相当温位の地上付近の最大値と中層の最小値の差。積乱雲中の冷気塊の生じやすさ、下降流の強さの目安。大きな季節差・地域差がある。
DCAPE
上空の飽和空気塊が地上まで下りた時のエネルギー。下降流の強さの目安で、値が大きいほどダウンバーストが発生しやすい。
可降水量（鉛直積算水蒸気量, PWV）、下層水蒸気フラックス
水蒸気量を表し、豪雨の可能性の目安となる。
シビアウェザー指数 (SWEAT)
激しい雷雨の目安。地域性があり、アメリカの例では300以上で激しい雷雨の可能性、400以上で竜巻の可能性あり。
ストームに相対的なヘリシティー (SRH,SReH)
150以上でスーパーセル発生の恐れあり。300以上でF2以上の強い竜巻発生のおそれがある。
エネルギーヘリシティ (EHI)
CAPEとSReHの積。1.0以上ででスーパーセル発生の恐れあり、2.0以上でスーパーセル発生の可能性が高い。
渦度・渦位
不安定度を増大させる上空の寒気の流入を見るには、約500 hPa高度の高層天気図において高緯度からの正渦度移流を確かめる。ただし、500 hPa渦度では不明瞭な場合があり、夏期は345 K・冬季は320 Kの等温位面渦位 (PV)の方が明瞭に検出できる。